# Parafia Najświętszej Maryi Panny Matki Kościoła w Łąkocinach
Parafia Najświętszej Maryi Panny Matki Kościoła w Łąkocinach – parafia rzymskokatolicka znajdująca się w diecezji kaliskiej, w dekanacie Odolanów.